# Сан-Паулу (агломерация)

Сан-Паулу на карте.

Сан-Паулу (порт. Região Metropolitana de São Paulo) — крупная городская агломерация в Бразилии. Центр — город Сан-Паулу, который входит в штат Сан-Паулу.

## Население
Численность населения агломерации по состоянию на 2006 год составляла 19 045 514 человек, по состоянию на 2014 год — 20 935 204 человека. Занимает площадь 7946,84 км². Плотность населения — 2552,6 чел./км².

## Экономика
Валовой внутренний продукт на 2005 год составляет 416,5 миллиардов реалов (данные: Бразильский институт географии и статистики). Индекс развития человеческого потенциала на 2000 год составляет 0,828 (данные: Программа развития ООН).
Население агломерации снабжает водой Система Кантарейра, состоящая из 6 плотин и нескольких водохранилищ с общей поверхностью водного зеркала 86 км².

## Состав агломерации
В агломерацию входят следующие муниципалитеты:
1. Аружа
2. Баруэри
3. Биритиба-Мирин
4. Каейрас
5. Кажамар
6. Карапикуиба
7. Котия
8. Диадема
9. Эмбу
10. Эмбу-Гуасу
11. Феррас-ди-Васконселус
12. Франсиску-Морату
13. Франку-да-Роша
14. Гуарарема
15. Гуарульюс
16. Итапесерика-да-Серра
17. Итапеви
18. Итакуакесетуба
19. Жандира
20. Жукитиба
21. Майрипоран
22. Мауа
23. Можи-дас-Крузис
24. Озаску
25. Пирапора-ду-Бон-Жезус
26. Поа
27. Рибейран-Пирис
28. Риу-Гранди-да-Серра
29. Салезополис
30. Санта-Изабел
31. Сантана-ди-Парнаиба
32. Санту-Андре
33. Сузану
34. Сан-Бернарду-ду-Кампу
35. Сан-Каэтану-ду-Сул
36. Сан-Лоренсу-да-Серра
37. Сан-Паулу
38. Табоан-да-Серра
39. Варжен-Гранди-Паулиста

## Галерея

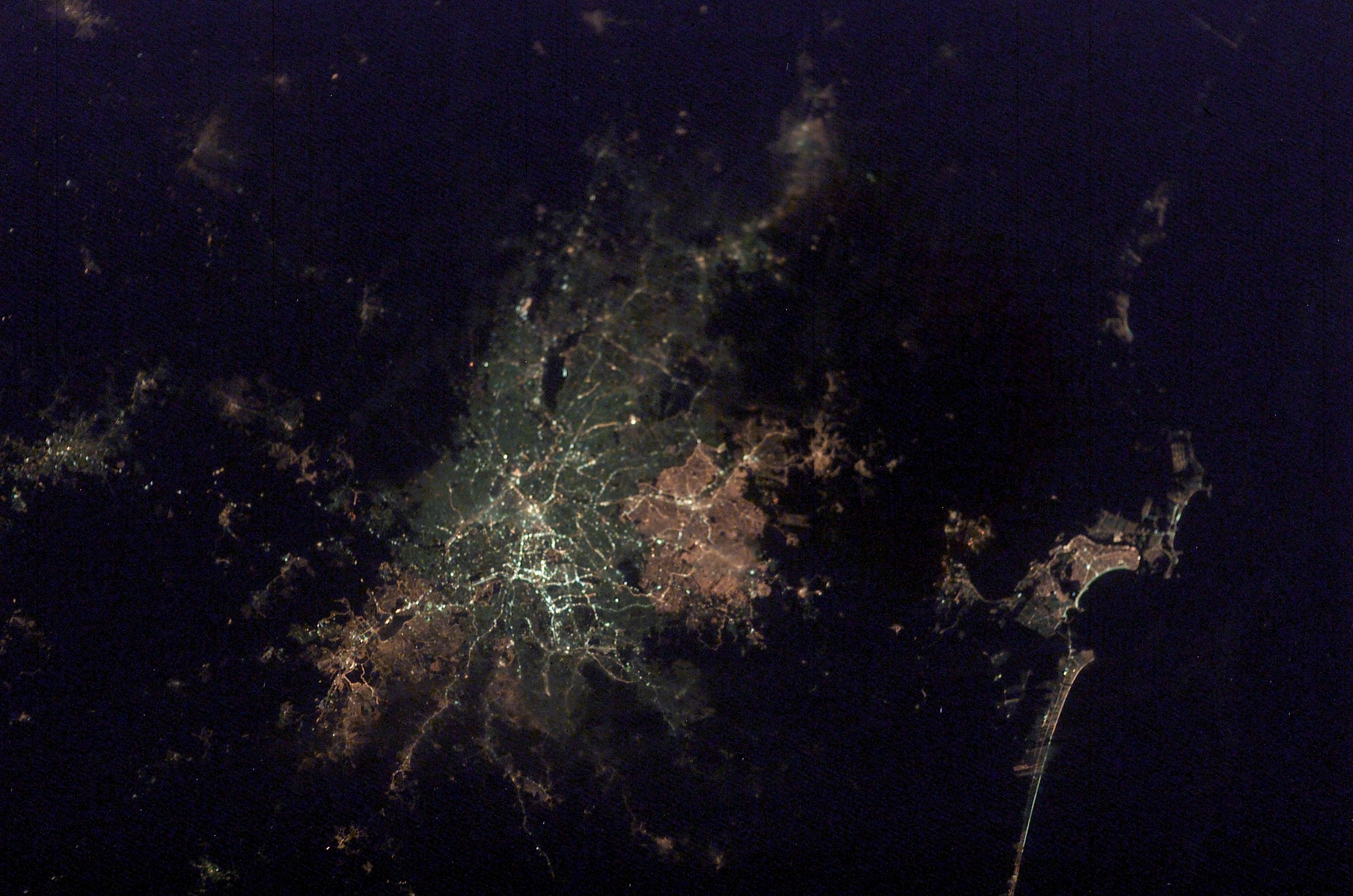
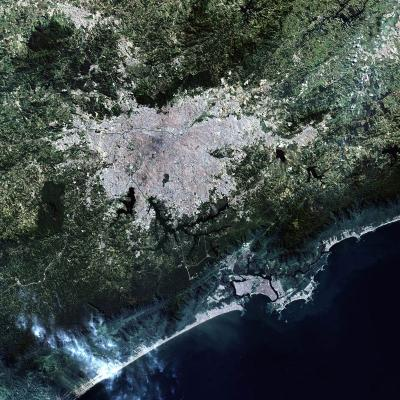